# Xenoglossa mustelina
Xenoglossa mustelina là một loài Hymenoptera trong họ Apidae. Loài này được Fox mô tả khoa học năm 1893.